# Kenneth J. Harvey
Pour les articles homonymes, voir Harvey.
Kenneth Joseph Thomas Harvey (né le 22 janvier 1962) est un écrivain canadien contemporain. Né à Saint-Jean, Terre-Neuve, il est l'auteur notamment de Directions for an Opened Body (1990), finaliste du Commonwealth Writers Prize) et de Brud (1992), sélectionné pour le Books in Canada First Novel Award).
Harvey a publié des éditoriaux dans plusieurs journaux canadiens et il a occupé le poste prestigieux de Writer-in-Residence à l'Université du Nouveau-Brunswick et à la Memorial University of Newfoundland. Il a fondé le ReLit Awards qui récompense des œvres poétiques, des nouvelles et des romans.
Il est membre des directeurs du Ottawa International Writers Festival. Parallèlement à sa carrière, Harvey tient un blogue personnel et un blogue consacré à la critique des politiques d'emploi des magasins Wal-Mart.

## Principales publications
- (en) Open and shut. Offshore Promotions, St. John's 1982
- (en) No lies, and other stories. Robinson-Blackmore, St. John's 1985
- (en) Directions for an Opened Body : stories. Mercury Press, Stratford 1990  (ISBN 0920544770) ; Toronto : Minerva Canada, 1996  (ISBN 0433397543)
- (en) Brud a parable. Little, Brown (Canada), Toronto 1992  (ISBN 0316349771) 1993;  (ISBN 0316349801)
- (en) Stalkers. Stoddart, Toronto 1994  (ISBN 0773728279)
- (en) The Hole that must be filled : stories, Little, Brown (Canada), 1994  (ISBN 0316349836)
- (en) Nine-Tenths Unseen a psychological mystery. Somerville House, Toronto 1996  (ISBN 1895897653)
- (en) Kill The Poets: Anti-verse. Exile Editions, Toronto 1995  (ISBN 1550960423)
- (en) The Great Misogynist. Exile Editions, Toronto 1996  (ISBN 1550960164)
- (en) The woman in the closet : a mystery. Mercury Press, Toronto 1998  (ISBN 1551280655)
- (en) The Flesh so close : stories, Toronto : Mercury Press, 1998  (ISBN 1551280620)
- (en) Everyone hates a beauty queen : provocative opinions and irreverent humour. Exile Editions, 1998  (ISBN 1550962523)
- (en) Skin hound (there are no words) : a transcomposite novel. Mercury, 2000  (ISBN 1551280833)
- (en) with Eve Mills Nash [Eve Doloris Nash], Little White Squaw: A white woman's story of abuse, addiction, and reconciliation, Vancouver : Prospect Books, 2002  (ISBN 0888784279)
- (en) The Town that forgot how to breathe : a novel. Raincoast,  Vancouver 2003  (ISBN 1551925923) ; St. Martin's Press, New York 2005  (ISBN 0312342225) (gagnant du Thomas Head Raddall Award, 2004 et du Libro del Mare, Italie)
  - La Ville qui cessa de respirer, traduit par Lori Saint-Martin, Paul Gagné. Flammarion, Paris 2007  (ISBN 9782080688088) «Thriller»
- (en) Shack : The Cutland Junction stories. Mercury Press, Toronto 2004  (ISBN 1551281074)
- (en) Inside. Random House Canada, Toronto 2006  (ISBN 067931427X); Vintage Canada, Toronto 2007  (ISBN 9780679314288) (en nomination pour le Giller Prize; gagnant du Rogers Writers' Trust Fiction Prize et du Winterset Award)
- (en) Blackstrap Hawco : said to be about a Newfoundland family. Random House Canada, Toronto 2008  (ISBN 9780679314295) Vintage Canada, Toronto 2009  (ISBN 9780679314301) (en nomination pour le Giller Prize et le Commonwealth Writers Prize)
- (en) Reinventing the rose. Dundurn, Toronto 2011  (ISBN 9781554889211)